# Казуза
Ажено́р Мира́нда Арау́жу Не́ту (порт. Agenor de Miranda Araújo Neto), более известный как Казу́за (порт. Cazuza; 4 апреля 1958 — 7 июля 1990) — бразильский рок-музыкант, певец и поэт, прославившийся как лидер группы Barão Vermelho.
Является одним из наиболее ярких и известных представителей бразильской рок-музыки и поэзии, оказавшим значительное влияние на бразильскую культуру.
Наибольшую известность ему принесли песни «Exagerado», «Codinome Beija-Flor», «Ideologia», «Brasil», «Faz Parte do meu Show», «O Tempo não Pára» и «O Nosso Amor a Gente Inventa».
Скончался 7 июля 1990 года от септического шока, вызванного СПИДом. Похоронен на кладбище Святого Иоанна Крестителя в Рио-де-Жанейро.